# Puchar Wielkich Mistrzyń 1997
Puchar Wielkich Mistrzyń 1997 – siatkarski turniej rozegrany w dniach 14-23 listopada 1997 roku w Tokio, Hiroszimie i Osace w Japonii. 

## System rozgrywek
W Pucharze Wielkich Mistrzyń 1997 udział wzięli mistrzowie poszczególnych konfederacji (poza CAVB), gospodarz (Japonia) oraz drużyna, która otrzymała dziką kartę (Korea Południowa). Wszystkie reprezentacje rozegrały ze sobą po jednym spotkaniu. Zespół, który po rozegraniu wszystkich meczów miał najwięcej punktów, zdobył puchar.

## Drużyny uczestniczące
| Reprezentacja    | Sposób kwalifikacji                            |
| ---------------- | ---------------------------------------------- |
| Brazylia         | mistrz Ameryki Południowej                     |
| Kuba             | mistrz Ameryki Północnej, Środkowej i Karaibów |
| Japonia          | gospodarz                                      |
| Korea Południowa | dzika karta                                    |
| Chiny            | mistrz Azji i Oceanii                          |
| Rosja            | mistrz Europy                                  |

## Wyniki spotkań

### I runda - Osaka
| Data  | Drużyna 1        | Wynik | Drużyna 2        | 1     | 2     | 3     | 4     | 5     | * |
| ----- | ---------------- | ----- | ---------------- | ----- | ----- | ----- | ----- | ----- | - |
| 14.11 | Brazylia         | 1:3   | Kuba             | 13:15 | 8:15  | 15:12 | 9:15  |       |   |
| 14.11 | Rosja            | 3:0   | Chiny            | 15:5  | 15:7  | 15:3  |       |       |   |
| 14.11 | Japonia          | 3:1   | Korea Południowa | 15:12 | 15:7  | 13:15 | 15:10 |       |   |
| 16.11 | Korea Południowa | 0:3   | Brazylia         | 14:16 | 4:15  | 3:15  |       |       |   |
| 16.11 | Rosja            | 3:0   | Japonia          | 15:3  | 15:7  | 27:25 |       |       |   |
| 16.11 | Chiny            | 2:3   | Kuba             | 15:9  | 15:11 | 7:15  | 8:15  | 10:15 |   |

### II runda - Hiroszima
| Data  | Drużyna 1 | Wynik | Drużyna 2        | 1    | 2     | 3     | 4    | 5     | * |
| ----- | --------- | ----- | ---------------- | ---- | ----- | ----- | ---- | ----- | - |
| 18.11 | Kuba      | 3:0   | Korea Południowa | 15:8 | 15:10 | 15:2  |      |       |   |
| 18.11 | Brazylia  | 2:3   | Rosja            | 15:7 | 7:15  | 15:9  | 7:15 | 10:15 |   |
| 18.11 | Japonia   | 1:3   | Chiny            | 4:15 | 15:10 | 13:15 | 8:15 |       |   |

### III runda - Tokio
| Data  | Drużyna 1        | Wynik | Drużyna 2        | 1     | 2     | 3     | 4    | 5 | * |
| ----- | ---------------- | ----- | ---------------- | ----- | ----- | ----- | ---- | - | - |
| 21.11 | Rosja            | 3:1   | Kuba             | 15:9  | 13:15 | 15:6  | 15:9 |   |   |
| 21.11 | Chiny            | 3:0   | Korea Południowa | 15:6  | 15:12 | 15:5  |      |   |   |
| 21.11 | Japonia          | 0:3   | Brazylia         | 13:15 | 1:15  | 9:15  |      |   |   |
| 23.11 | Kuba             | 3:0   | Japonia          | 15:7  | 15:13 | 17:15 |      |   |   |
| 23.11 | Korea Południowa | 0:3   | Rosja            | 6:15  | 11:15 | 5:15  |      |   |   |
| 23.11 | Brazylia         | 3:0   | Chiny            | 15:6  | 15:6  | 15:9  |      |   |   |

## Tabela końcowa
| Lp. | Drużyna          | Pkt | Mecze | Mecze | Mecze | Sety | Sety | Sety  | Małe punkty | Małe punkty | Małe punkty |
| Lp. | Drużyna          | Pkt | M     | W     | P     | wyg. | prz. | ratio | zdob.       | str.        | ratio       |
| --- | ---------------- | --- | ----- | ----- | ----- | ---- | ---- | ----- | ----------- | ----------- | ----------- |
| 1   | Rosja            | 10  | 5     | 5     | 0     | 15   | 3    | 5.000 | 266         | 165         | 1.612       |
| 2   | Kuba             | 9   | 5     | 4     | 1     | 13   | 6    | 2.167 | 253         | 213         | 1.188       |
| 3   | Brazylia         | 8   | 5     | 3     | 2     | 12   | 6    | 2.000 | 235         | 183         | 1.284       |
| 4   | Chiny            | 7   | 5     | 2     | 3     | 8    | 10   | 0.800 | 191         | 218         | 0.876       |
| 5   | Japonia          | 6   | 5     | 1     | 4     | 4    | 13   | 0.308 | 191         | 248         | 0.770       |
| 6   | Korea Południowa | 5   | 5     | 0     | 5     | 1    | 15   | 0.067 | 130         | 239         | 0.544       |

Źródło: todor66.com
Punktacja: zwycięstwo – 2 pkt; porażka – 1 pkt
Zasady ustalania kolejności: 1. liczba punktów; 2. stosunek setów; 3. stosunek małych punktów; 4. bilans w bezpośrednich meczach

## Klasyfikacja końcowa
| Miejsce | Reprezentacja    |
| ------- | ---------------- |
| złoto   | Rosja            |
| srebro  | Kuba             |
| brąz    | Brazylia         |
| 4.      | Chiny            |
| 5.      | Japonia          |
| 6.      | Korea Południowa |